# (1092) Lilium
(1092) Lilium ist ein Asteroid des Hauptgürtels, der am 12. Januar 1924 vom deutschen Astronomen Karl Wilhelm Reinmuth in Heidelberg entdeckt wurde. 
Der Asteroid ist nach der Pflanzengattung der Lilien benannt.